# The Standoff
The Standoff è un film del 2016 diretto da Ilyssa Goodman.